# Campionato europeo di arrampicata 2024
Il Campionato europeo di arrampicata 2024 è stato la 17ª edizione della competizione continentale. Si è svoltO a Villars-sur-Ollon, in Svizzera, dal 27 agosto al 1º settembre.

## Podi

### Maschile
| Evento    | Oro              | Argento           | Bronzo                        |
| Lead      | Sascha Lehmann   | Sam Avezou        | Guillermo Peinado Franganillo |
| Boulder   | Sam Avezou       | Maximillian Milne | Dayan Akhtar                  |
| Speed     | Ludovico Fossali | Matteo Zurloni    | Erik Noya Cardona             |
| Combinata | Sam Avezou       | Sascha Lehmann    | Jonas Utelli                  |

### Femminile
| Evento    | Oro             | Argento             | Bronzo            |
| Lead      | Laura Rogora    | Ievgeniia Kazbekova | Lynn van der Meer |
| Boulder   | Naïlé Meignan   | Ayala Kerem         | Agathe Calliet    |
| Speed     | Natalia Kalucka | Patrycja Chudziak   | Giulia Randi      |
| Combinata | Laura Rogora    | Ievgeniia Kazbekova | Zélia Avezou      |

## Medagliere
| Posiz. | Nazione     | Oro | Argento | Bronzo | Totale |
| ------ | ----------- | --- | ------- | ------ | ------ |
| 1      | Francia     | 3   | 1       | 2      | 6      |
| 2      | Italia      | 3   | 1       | 1      | 5      |
| 3      | Svizzera    | 1   | 1       | 1      | 3      |
| 4      | Polonia     | 1   | 1       | 0      | 2      |
| 5      | Ucraina     | 0   | 2       | 0      | 2      |
| 6      | Regno Unito | 0   | 1       | 1      | 2      |
| 7      | Israele     | 0   | 1       | 0      | 1      |
| 8      | Spagna      | 0   | 0       | 2      | 2      |
| 9      | Paesi Bassi | 0   | 0       | 1      | 1      |
| Totale | Totale      | 8   | 8       | 8      | 24     |